# Metropolia di Calcedonia

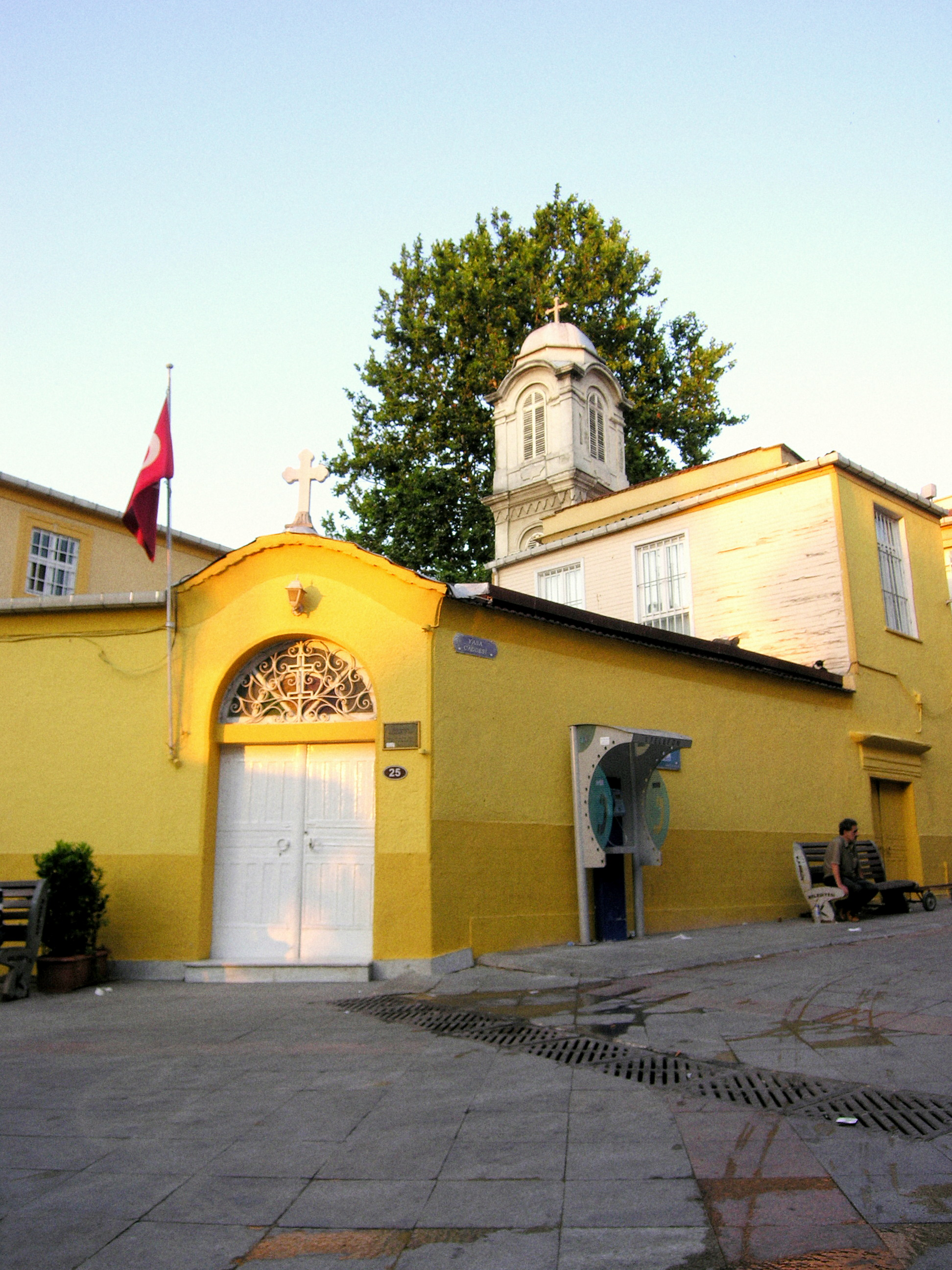
La piccola chiesa di Sant'Eufemia a Kadıköy, cattedrale della metropolia di Calcedonia.

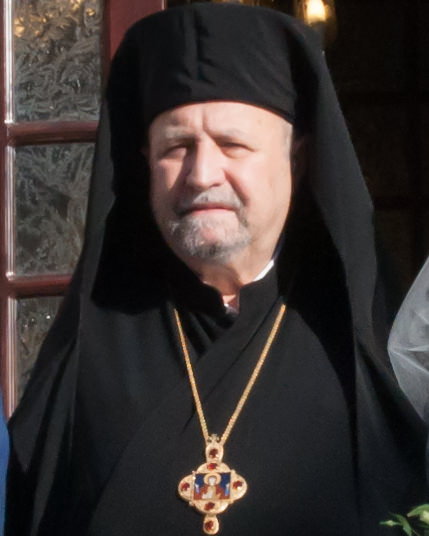
Il metropolita emerito di Calcedonia, Atanasio Papas.

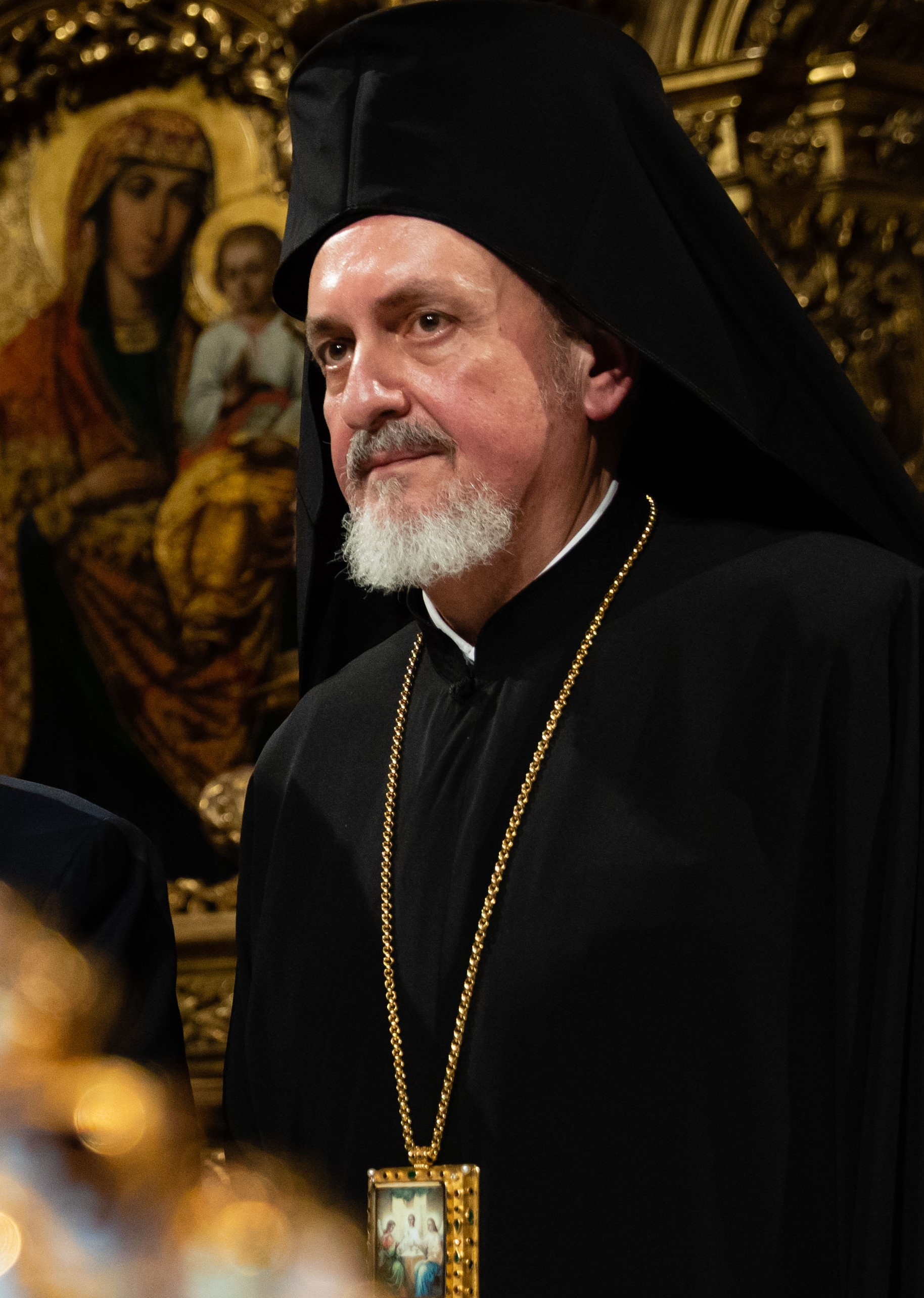
Il metropolita in carica, Emmanuel Adamakis.

Mappa delle sedi metropolitane del patriarcato di Costantinopoli in Anatolia attorno al 1880.

La metropolia di Calcedonia (in greco Μητρόπολης Χαλκηδόνος?, Mitrópolīs Chalkīdónos) è una diocesi del patriarcato di Costantinopoli, con sede a Kadıköy, in Turchia (l'antica Calcedonia).
Costituisce una delle circoscrizioni ecclesiastiche attive del patriarcato in territorio turco, benché quasi spopolate.

## Storia
Calcedonia, l'odierna Kadıköy, ebbe una comunità cristiana fin dagli inizi del cristianesimo. Secondo la tradizione, furono i santi Crescente e Tichico, discepoli di san Paolo, ad annunciare per primi il vangelo nella città e ad esserne nominati vescovi. Crescente è menzionato nella seconda lettera a Timoteo (4,10), inviato da san Paolo in Galazia. Tichico accompagnò l'Apostolo nel suo viaggio dalla Macedonia a Gerusalemme (At. 20,4), fu inviato a Creta (Tt. 3,12) e poi ancora a Efeso (2Tm 4,12).
Come ovunque nell'impero romano, anche a Calcedonia la comunità cristiana fu colpita dalle persecuzioni. L'antico martirologio romano ricorda diversi martiri di Calcedonia: Solocone e compagni il 17 maggio; Manuele, Sabele e Ismaele il 17 giugno; Sostene e Vittore il 10 settembre; Eufemia il 16 settembre; i santi 49 martiri il 24 settembre.
Nel Praedestinatus, opera anonima attribuita ad Arnobio il Giovane, si fa menzione del vescovo Teocrito che, assieme a Evandro di Nicomedia, fu uno dei principali oppositori della setta gnostica degli Ofiti; questo vescovo, secondo Pargoire, sarebbe vissuto tra II e III secolo e sarebbe il primo vescovo noto di Calcedonia. Il primo vescovo storicamente documentato è Maris, che prese parte al primo concilio ecumenico celebrato a Nicea nel 325; questo vescovo è menzionato nelle fonti antiche fino al 362.
La diocesi di Calcedonia era una sede suffraganea dell'arcidiocesi di Nicomedia nella provincia romana di Bitinia e nella diocesi civile del Ponto. Questo status perdurò fino alla metà del V secolo quando fu elevata al rango di sede metropolitana senza suffraganee, istituzione a quel tempo anomala. Non è dato sapere con esattezza quando ciò avvenne, sicuramente dopo il concilio ecumenico celebrato proprio a Calcedonia nel 451, dove però la questione non venne mai affrontata. Il titolo è attestato per la prima volta nella lettera che i vescovi della Bitinia inviarono nel 458 all'imperatore Leone I dopo la morte del patriarca Proterio di Alessandria: tra le sottoscrizioni si trova quella del metropolita Eleuterio di Calcedonia. Nella più antica Notitia Episcopatuum del patriarcato di Costantinopoli, attribuita generalmente allo pseudo-Epifanio e datata alla metà del VII secolo, Calcedonia occupa il nono posto tra le sedi metropolitane del patriarcato, rango che ha sempre mantenuto nella gerarchia ortodossa.
Le fonti letterarie e archeologiche hanno restituito i nomi di alcune tra le principali chiese della città, oggi scomparse. La più importante era la basilica di Sant'Eufemia, nota già alla fine del IV secolo nei resoconti della pellegrina Egeria, dove probabilmente fu celebrato il quarto concilio ecumenico nel 451. Vi era poi la basilica di Santa Bassa, martire di Cizico sotto l'imperatore Massimino, che nel 464 era servita da Pietro Fullo. Un'altra chiesa, dedicata a San Cristoforo, è nota grazie a un'iscrizione scoperta nel 1877, nella quale viene riferito che la chiesa fu cominciata nel 450 e consacrata nel 452. Infine la chiesa di San Giorgio, costruita nella prima metà del VII secolo.
Il territorio di Calcedonia fu nel corso dei secoli una terra ricca di monasteri e di vocazioni monastiche. Nel concilio del 536, furono almeno quaranta i monasteri che dipendevano dall'autorità del metropolita Fotino; i più importanti erano quelli di Sant'Ipazio e di Sant'Aussenzio. Oggi non ne esiste più alcuno e solo dodici hanno restituito dei reperti archeologici.
Nella prima metà del XIII secolo, la sede, come tutto l'impero bizantino, fu occupato dagli eserciti crociati, che interruppero la serie episcopale dei prelati ortodossi per instaurare vescovi e arcivescovi di rito latino, sottomessi al patriarcato latino di Costantinopoli. Non si conoscono tuttavia arcivescovi latini di Calcedonia; l'8 aprile 1225 papa Onorio III decise l'unione della sede calcedonese con il patriarcato latino di Costantinopoli.
Attorno alla metà del XIV secolo la regione di Calcedonia fu occupata dagli Ottomani, che misero in crisi l'organizzazione ecclesiastica della sede metropolitana. Nello stesso periodo sorse anche una controversia con il patriarcato per la giurisdizione su alcune proprietà dell'arcidiocesi nella città di Costantinopoli, cosa che portò il patriarca Nilo Kerameus a sopprimere la sede e ad unirla a quella di Cizico (1387); questa situazione fu tuttavia breve o comunque saltuaria, perché sono noti altri metropoliti, quali Matteo e Gabriele I (1389).
La sede di Calcedonia fu riorganizzata nel corso del XV secolo contestualmente alla caduta di Costantinopoli in mano ottomana. A causa della progressiva diminuzione del numero dei cristiani, all'arcidiocesi furono accorpati i territori delle diocesi vicine, soprattutto quelle a est lungo le rive del mar Nero verso il Ponto, nelle zone un tempo occupate dalle sedi di Claudiopoli e di Eraclea, e verso ovest, con l'annessione della diocesi delle Isole dei Principi.
Verso la metà del XVI secolo, la sede del metropolita fu trasferita a Kuzguncuk, dove rimase fino al 1855. Questo contribuì alla fondazione di diversi monasteri attorno a Kuzguncuk, tra cui quello di San Pantalemone. Nel XVIII secolo il ruolo e il prestigio del metropolita di Calcedonia si accrebbe con il decreto ottomano del 1757 che istituì il gruppo ristretto dei cinque metropoliti, del quale facevano parte, oltre a quello di Calcedonia, i metropoliti di Eraclea, Cizico, Nicea e Nicomedia. Questi dovevano partecipare obbligatoriamente alle sedute del Santo Sinodo, risiedendo perciò abitualmente nella capitale; inoltre avevano accesso diretto al sultano, con l'obbligo di comunicare l'elezione del nuovo patriarca oppure di proporne la destituzione.
Durante l'Ottocento ci fu un aumento considerevole della presenza cristiano ortodossa nell'arcidiocesi e soprattutto a Kadıköy. Il metropolita Gerasimo Tzermias nel 1855 trasferì nuovamente la sua sede a Calcedonia, dove fu costruita una nuova cattedrale, inaugurata nel 1902. All'inizio del Novecento Kadıköy aveva all'incirca 30000 abitanti, di cui 15000 cristiano ortodossi, 5000 armeni e 2000 cattolici. Secondo alcuni dati statistici, non sempre esatti e verificabili, allo scoppio della prima guerra mondiale, l'arcidiocesi comprendeva all'incirca 150000 fedeli, cosa che la poneva al quarto posto come popolazione cristiano ortodossa, dopo Efeso, Smirne e Amasea; altre statistiche invece danno un numero di poco superiore ai 61000 fedeli
A seguito del trattato di Losanna, per porre fine alla guerra greco-turca, nel 1923 fu attuato uno scambio di popolazioni tra Grecia e Turchia che portò ad una drastica riduzione della presenza cristiana nella periferia asiatica di Costantinopoli. La sede di Calcedonia perse la maggior parte dei suoi fedeli, che si accentuò ulteriormente dopo il 1964. Nel 1924 inoltre cedette il territorio delle Isole dei Principi a favore della ricostituzione della metropolia ortodossa.

## Situazione attuale
La sede dei metropoliti di Calcedonia è a Kadıköy, dove sorge la cattedrale di Sant'Eufemia. L'attuale metropolita è Emmanuel Adamakis, nominato il 16 febbraio 2021; è membro di diritto del sinodo patriarcale. Il suo predecessore, Atanasio Papas, è stato rimosso dal Santo Sinodo per slealtà e disobbedienza verso il Patriarca Ecumenico di Costantinopoli Bartolomeo.
Il titolo ufficiale dei metropoliti è quello di "Metropoliti di Calcedonia ed esarchi di Bitinia". L'arcidiocesi è l'unica circoscrizione del patriarcato di Costantinopoli in tutto il territorio della Turchia asiatica.
Tra i principali centri che fanno parte dell'arcidiocesi si ricordano: Uskudur (Chrysoupolis), Beykoz (Nymphaion), Kartal (Chartalimi), Pendik (Pantichion), Darıca (Daritsa), Gebze (Dakivyza), Şile (Chili), Kandıra (Kalpi), Konuralp (Prousias), Akçakoca (Dia), Zonguldak (Sandaraki), Bolu (Klaudioupolis).

## Cronotassi dei vescovi e metropoliti

### Periodo romano e bizantino
- Teocrito † (tra II e III secolo)
- Sant'Adriano † (tra II e IV secolo)
- Maris † (prima del 325 - dopo il 362)
- Teodolo † (menzionato nel 381)
- Cirino † (prima del 403 - prima di giugno 405 deceduto)
- Filoteo † (menzionato in giugno 405)
- Eulalio † (prima del 430 - dopo maggio 450 deceduto)
- Eleuterio † (prima di ottobre 451 - dopo il 459)
- Eraclio † (prima del 500 - prima di luglio 518 deceduto)
- Marziano † (prima di luglio 518 - dopo il 520)
- Sergio † (VI secolo)[16]
- Fotino † (menzionato nel 536)
- Costantino † (menzionato nel 553)
- Pietro † (fine VI secolo - inizio VII secolo)
- Probo † (inizio VII secolo)
- Giovanni I † (prima del 680 - dopo il 692)[17]
- San Niceta † (metà dell'VIII secolo)
- Staurazio † (menzionato nel 787)
- Andrea † (circa 792/796)[18]
- Damiano † (circa VIII/IX secolo)[19]
- San Cosma † (circa 815 - circa 816 deceduto)[20]
- San Giovanni II di Camuliana † (prima dell'820 circa - 824 deceduto)
- Teodosio † (menzionato nell'838/839)[21]
- Basilio † (? - 858 deposto)
- Zaccaria I † (858 - 870 deposto)
- Basilio † (870 - 877 deceduto) (per la seconda volta)
- Zaccaria I † (877 - 879 deceduto) (per la seconda volta)
  - Nicone † (877) (vescovo eletto)
- Stefano † (fine del IX secolo)
- Michele I † (prima metà del X secolo)[22]
- Giovanni III † (seconda metà del X secolo)[23]
- Daniele † (menzionato nel 997)
- Domezio † (XI secolo)[24]
- Teodoro † (prima del 1023 - dopo il 1027)[25]
- Niceta † (menzionato nel 1054)[26]
- Leone † (prima del 1081 - 1086 deposto)[27]
- Michele II † (circa 1086 - 1090)
- Leone † (1090 - ?) (per la seconda volta)
- Giovanni IV † (menzionato nel 1147)
- Costanzo I † (menzionato nel 1155)
- Costantino † (menzionato nel 1171)
- Giovanni V † (menzionato nel 1191 e nel 1192)
- Nicola † (menzionato nel 1275 e nel 1278)
- Simeone † (menzionato nel 1303)
- Teodolo † (menzionato nel 1315)
- Giacomo † (prima del 1351 - dopo il 1370)
- Matteo †
- Gabriele I † (aprile 1389 - ?)

### Periodo ottomano e turco
- Giuseppe I † (menzionato nel 1477)
- Gabriele II † (menzionato nel 1499)
- Eutimo I † (prima del 1546 - dopo il 1565)
- Sisinnio † (menzionato nel 1580)
- Doroteo † (menzionato nel 1585)
- Timoteo † (prima del 1593 - 1620 dimesso)
  - Geremia I † (menzionato nel 1617)
- Giuseppe II † (menzionato nell'aprile 1620)
- Joasaph † (prima di maggio 1623 - marzo 1626)
- Gregorio I † (marzo 1626 - ?)
- Giuseppe III † (menzionato a novembre 1629)
- Isacco † (? - 1630 deposto)
- Nettario † (10 giugno 1630 - prima di febbraio 1637 deceduto)
- Pacomio † (febbraio 1637 - prima di giugno 1638 dimesso)
- Dionigi † (menzionato a giugno 1638)
- Pacomio † (documentato dal 1639 al 1647) (per la seconda volta)
- Gabriele III † (1647 - 1670)
- Eutimo II † (1670 - aprile 1671 dimesso)
- Geremia II † (1671 - 1685)
- Gabriele IV † (1686 - 1687 dimesso)
- Clemente † (1687 - 1689)
- Gabriele IV † (1688 - agosto 1702 eletto patriarca di Costantinopoli) (per la seconda volta)
- Costanzo II † (1702 - 1720)
- Partenio I † (1720 - 1726)
- Nicodemo † (1726 - 1731)
- Callinico I † (1731 - 1746)
- Gabriele V † (aprile 1746 - settembre 1747 deposto)
- Gioannizzo I † (settembre 1747 - 26 marzo 1761 eletto patriarca di Costantinopoli)
- Gioannizzo II † (marzo 1761 - gennaio 1770)
- Partenio II † (gennaio 1770 - maggio 1777)
- Partenio III † (maggio 1777 - novembre 1790)
- Geremia Mavrokordatos † (novembre 1790 - novembre 1810 deceduto)
- Gerasimo † (novembre 1810 - febbraio 1820 deceduto)
- Gregorio II † (febbraio 1820 - estate 1821 deceduto)
- Antimo † (20 ottobre 1821 - 28 luglio 1822 eletto patriarca di Costantinopoli)
- Callinico II † (luglio 1822 - agosto 1825 deceduto)
- Agatangelo † (agosto 1825 - 26 settembre 1826 eletto patriarca di Costantinopoli)
- Zaccaria II † (settembre 1826 - maggio 1834 deceduto)
- Geroteo † (maggio 1834 - marzo 1853 deceduto)
- Gerasimo Tzermias † (15 marzo 1853 - 24 febbraio 1875 deceduto)
- Callinico Thomaidis † (4 marzo 1875 - 14 dicembre 1889 deceduto)
- Gioacchino Efthyvoulis † (17 dicembre 1889 - 10 maggio 1897 eletto metropolita di Efeso)
- Germano Kavvakopoulos † (10 maggio 1897 - 28 gennaio 1913 eletto patriarca di Costantinopoli)
- Gregorio Zervoudakis † (12 febbraio 1913 - 6 dicembre 1923 eletto patriarca di Costantinopoli)
- Gioacchino Georgiadis † (20 dicembre 1923 - 5 febbraio 1927 deceduto)
- Nicola Sakkopoulos † (22 febbraio 1927 - 17 marzo 1927 deceduto)
- Agatangelo Konstantinidis-Magnis † (2 aprile 1927 - 28 giugno 1932 eletto metropolita di Efeso)
- Massimo Vaportzis † (28 giugno 1932 - 20 febbraio 1946 eletto patriarca di Costantinopoli)
- Tommaso Savvopoulos † (12 marzo 1946 - 18 ottobre 1966 deceduto)
- Melitone Chatzis † (25 ottobre 1966 - 27 dicembre 1989 deceduto)
- Bartolomeo Archontonis (9 gennaio 1990 - 22 ottobre 1991 eletto patriarca di Costantinopoli)
- Gioacchino Nerantzoulis (10 dicembre 1991 - 21 marzo 2008 eletto metropolita titolare di Nicomedia)
- Atanasio Papas (21 marzo 2008 - 16 febbraio 2021 rimosso)
- Emmanuel Adamakis, dal 16 febbraio 2021